# Geranomyia macrops
Geranomyia macrops is een tweevleugelige uit de familie steltmuggen (Limoniidae). De soort komt voor in het Afrotropisch gebied.